# Gonbach
Gonbach là một đô thị thuộc thuộc huyện Donnersberg, Đức. Đô thị Gonbach có diện tích 2,92 km², dân số thời điểm ngày 31 tháng 12 năm 2006 là 501 người.